# 中華民國殖民台灣論

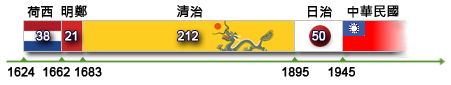
臺灣历史示意圖（1624年起）左起：荷西、明鄭、清治、日治、中華民國（至今）等時期，框内數字為大約的統治時間（年）。

中華民國殖民台灣論是一種認為從1945年中華民國政府接管台灣至今，臺灣屬於第五次被殖民時期的觀點。認同該觀點的學者認為，中華民國在接管台灣之後，採取內部殖民或類殖民的統治方式，形成中華民國殖民體系，對於台灣的政治、經濟、社會與文化等各層面皆產生影響。殖民時期的結束點，有幾種不同說法，有一說認為是持續至今日，也有以1987年台灣解嚴作為分界點，第三種論點則以在2000年陳水扁當選中華民國總統，首次政黨輪替後作為分界點，之後進入後殖民階段。
採取該觀點的學者，包括陳紹馨、葉石濤、李喬、李筱峰、陳芳明、吳介民與吳乃德、陳翠蓮等人。

## 概論

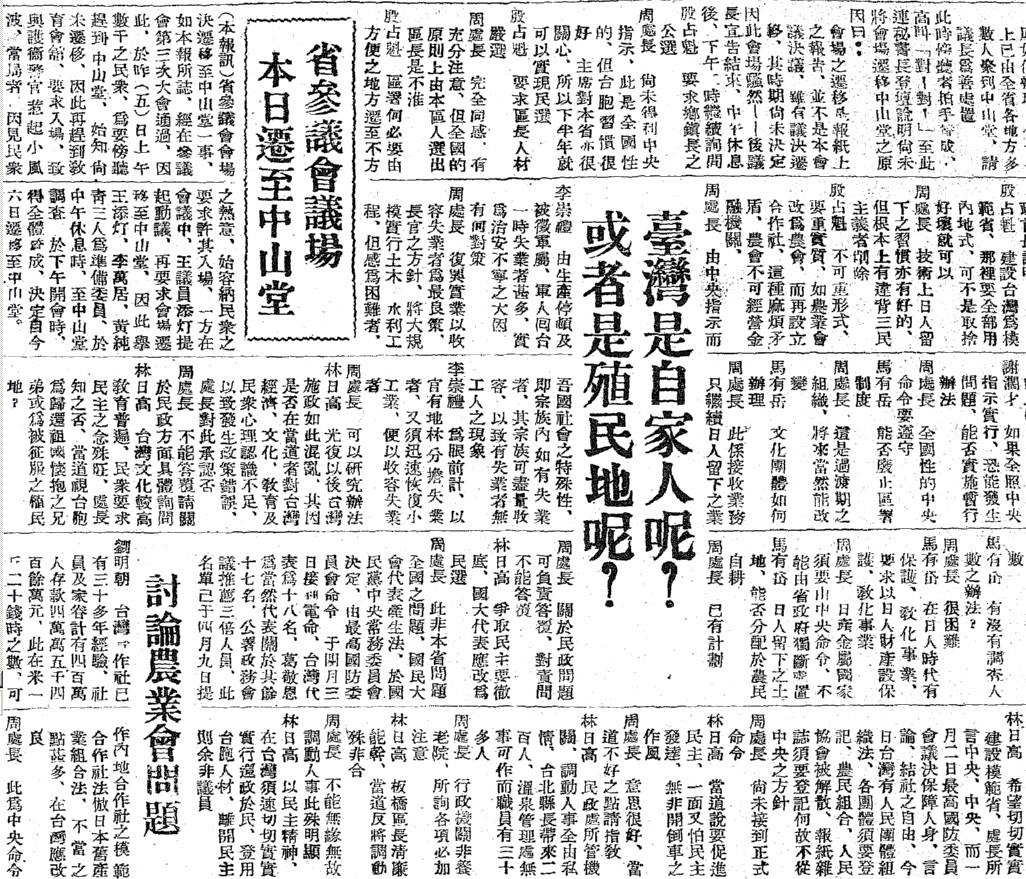
1946年5月5日的《民報》報導，臺灣省參議員林日高質詢臺灣省行政長官公署民政處長周一鶚：「臺灣是自家人呢？或者是殖民地呢？」

1945年二戰结束后，中華民國政府从日本手中接管台灣，開始推行一連串文化清洗政策，令台灣失去本土文化。但是中華民國政府延續了日治時期的作法，例如以行政長官公署取代臺灣總督府，使得有台灣人開始將中華民國視為外來政權。戰後初期實行集軍政大權於一體的「行政長官公署」制與日本時代的總督府性質並無二致。作家葉石濤與史明指出台灣近四百年來有五次被殖民（荷、西、清、日、中）的慘痛記憶。學者李筱峰表示台灣歷經荷蘭、西班牙、鄭氏、清朝、日本、再到中華民國，哪個階段不是殖民統治？清政權以武力取得台灣，使原本南岛民族的台灣成為一個移墾社會，除了「政教不及」的原住民區之外，屬於「拓殖型殖民地」。小說家李喬於2004年指出台灣雖已於2000年經歷政黨輪替，卻仍顯現「台灣特殊後殖民性」。學者陳翠蓮認為戰後的台灣是中國政府在台灣的「再殖民統治」，中華民國在接管台灣初期，採行再殖民化政策，使台灣人的認同轉變，由歡迎祖國，改變為認同本土，產生了台灣人的集體認同。事實上，戰後上海《僑聲報》也指出：「所有表現都使一般台灣人感到這不過是另一種殖民地制度的代替。」
該觀點在戒嚴時期被視為政治禁忌，只有少數人在私下談論。但在解嚴之後，結合了歐美后现代主义與後殖民主義的研究方向，該論點開始出現在台灣學術界。1999年，支持台灣獨立運動的學者陳芳明在《聯合文學》發表〈台灣新文學史的建構與分期〉，將中華民國接管台灣之後的時期，定義為殖民主義時期。在陳芳明提出這個論點後，以陳映真為首的夏潮聯合會成員，曾對這個論點提出批判。台灣民政府则认为中華民國是流亡與殖民政權。
吳介民與吳乃德等研究者承接了這個觀點，並加以深化。
課綱微調爭議被《蘋果日報》社論認為代表台灣仍未脫離被殖民狀態，支持反高中課綱微調運動的年輕人中，很多人的立場被認為受到這個觀點影響。

## 相關書目
- 陳翠蓮，《台灣人的抵抗與認同》，台北遠流，2008年出版，ISBN 9789573263425。